# David di Donatello 2017
La 62a edició dels premis David di Donatello, concedits per l'Acadèmia del Cinema Italià va tenir lloc el 27 de març de 2017 als Estudis de Paolis de Roma. La gala fou presentada per Alessandro Cattelan i transmesa en directe pels canals Sky Cinema, Sky Uno i TV8. Les candidatures es van fer públiques el 21 de febrer.

## Guanyadors

### Millor pel·lícula
- La pazza gioia, dirigida per Paolo Virzì
- Fai bei sogni, dirigida per Marco Bellocchio
- Fiore, dirigida per Claudio Giovannesi
- Indivisibili, dirigida per Edoardo De Angelis
- Veloce come il vento, dirigida per Matteo Rovere

### Millor director
- Paolo Virzì - La pazza gioia
- Marco Bellocchio - Fai bei sogni
- Claudio Giovannesi - Fiore
- Edoardo De Angelis - Indivisibili
- Matteo Rovere - Veloce come il vento

### Millor director novell
- Marco Danieli - La ragazza del mondo
- Fabio Guaglione e Fabio Resinaro - Mine
- Michele Vannucci - Il più grande sogno
- Marco Segato - La pelle dell'orso
- Lorenzo Corvino - WAX: We Are the X

### Millor guió original
- Nicola Guaglianone, Barbara Petronio, Edoardo De Angelis - Indivisibili
- Claudio Giovannesi, Filippo Gravino, Antonella Lattanzi - Fiore
- Michele Astori, Pierfrancesco Diliberto, Marco Martani - In guerra per amore
- Francesca Archibugi, Paolo Virzì - La pazza gioia
- Roberto Andò, Angelo Pasquini - Le confessioni
- Filippo Gravino, Francesca Manieri, Matteo Rovere - Veloce come il vento

### Millor guió adaptat
- Gianfranco Cabiddu, Ugo Chiti, Salvatore De Mola - La stoffa dei sogni
- Fiorella Infascelli, Antonio Leotti - Era d'estate
- Edoardo Albinati, Marco Bellocchio, Valia Santella - Fai bei sogni
- Francesco Patierno - Naples '44
- Francesca Marciano, Valia Santella, Stefano Mordini - Pericle il nero
- Massimo Gaudioso - Un paese quasi perfetto

### Millor productor
- Attilio De Razza, Pierpaolo Verga - Indivisibili
- Cristiano Bortone, Bart Van Langendonck, Peter Bouckaert, Gong Ming Cai, Natacha Devillers - Caffè
- Pupkin Production, IBC Movie amb Rai Cinema - Fiore
- Marco Belardi - La pazza gioia
- Angelo Barbagallo - Le confessioni
- Domenico Procacci - Veloce come il vento

### Millor actriu
- Valeria Bruni Tedeschi - La pazza gioia
- Daphne Scoccia - Fiore
- Angela Fontana e Marianna Fontana - Indivisibili
- Micaela Ramazzotti - La pazza gioia
- Matilda De Angelis - Veloce come il vento

### Millor actor
- Stefano Accorsi - Veloce come il vento
- Valerio Mastandrea - Fai bei sogni
- Michele Riondino - La ragazza del mondo
- Sergio Rubini - La stoffa dei sogni
- Toni Servillo - Le confessioni

### Millor actriu no protagonista
- Antonia Truppo - Indivisibili
- Valentina Carnelutti - La pazza gioia
- Valeria Golino - La vita possibile
- Michela Cescon - Piuma
- Roberta Mattei - Veloce come il vento

### Millor actor no protagonista
- Valerio Mastandrea - Fiore
- Massimiliano Rossi - Indivisibili
- Ennio Fantastichini - La stoffa dei sogni
- Pierfrancesco Favino - Le confessioni
- Roberto De Francesco - Le ultime cose

### Millor músic
- Enzo Avitabile - Indivisibili
- Carlo Crivelli - Fai bei sogni
- Carlo Virzì - La pazza gioia
- Franco Piersanti - La stoffa dei sogni
- Andrea Farri - Veloce come il vento

### Millor cançó original
- Abbi pietà di noi (música i lletra d'Enzo Avitabile, interpretada per Enzo Avitabile, Angela i Marianna Fontana) - Indivisibili
- I Can See the Stars (música i lletra de Fabrizio Campanelli, interpretada per Leonardo Cecchi, Eleonora Gaggero, Beatrice Vendramin) - Come diventare grandi nonostante i genitori
- L'estate addosso (música de Lorenzo Cherubini, Christian Rrigano e Riccardo Onori, lletra de Lorenzo Cherubini i Vasco Brondi, interpretada per Jovanotti) - L'estate addosso
- Po Popporoppò (música i lletra de Carlo Virzì, interpretada pels pacients de Villa Biondi) - La pazza gioia
- Seventeen (música d’Andrea Farri, lletra de Lara Martelli, interpretada per Matilda De Angelis) - Veloce come il vento

### Millor fotografia
- Michele D'Attanasio - Veloce come il vento
- Daniele Ciprì - Fai bei sogni
- Ferran Paredes Rubio - Indivisibili
- Vladan Radovic - La pazza gioia
- Maurizio Calvesi - Le confessioni

### Millor escenografia
- Tonino Zera - La pazza gioia
- Marcello Di Carlo - In guerra per amore
- Carmine Guarino - Indivisibili
- Marco Dentici - Fai bei sogni
- Livia Borgognoni - La stoffa dei sogni

### Millor vestuari
- Massimo Cantini Parrini - Indivisibili
- Cristiana Riccieri - In guerra per amore
- Catia Dottori - La pazza gioia
- Beatrice Giannini, Elisabetta Antico - La stoffa dei sogni
- Cristina Laparola - Veloce come il vento

### Millor maquillatge
- Luca Mazzoccoli - Veloce come il vento
- Gino Tamagnini - Fai bei sogni
- Maurizio Fazzini - In guerra per amore
- Valentina Iannuccili - Indivisibili
- Esme Sciaroni - La pazza gioia
- Silvia Beltrani - La stoffa dei sogni

### Millor perruqueria
- Daniela Tartari - La pazza gioia
- Mauro Tamagnini - Fai bei sogni
- Massimiliano Gelo - In guerra per amore
- Vincenzo Cormaci - Indivisibili
- Alessio Pompei - Veloce come il vento

### Millor muntatge
- Gianni Vezzosi - Veloce come il vento
- Consuelo Catucci - 7 minuti
- Chiara Griziotti - Indivisibili
- Cecilia Zanuso - La pazza gioia
- Alessio Doglione - La stoffa dei sogni

### Millor enginyer de so
- Angelo Bonanni, Diego De Santis, Mirko Perri, Michele Mazzucco - Veloce come il vento
- Gaetano Carito, Pierpaolo Lorenzo, Lilio Rosato, Roberto Cappanelli, Gianluca Basili- Fai bei sogni
- Valentino Giannì, Fabio Conca, Omar Abouzaid, Sandro Rossi, Lilio Rosato, Francesco Cucinelli - Indivisibili
- Alessandro Bianchi, Luca Novelli, Daniela Bassani, Fabrizio Quadroli, Gianni Pallotto - La pazza gioia
- Filippo Porcari, Federica Ripani, Claudio Spinelli, Marco Marinelli, Massimo Marinelli - La stoffa dei sogni

### Millors efectes especials digitals
- Artea Film & Rain Rebel Alliance International Network - Veloce come il vento
- Chromatica - In guerra per amore
- Makinarium - Indivisibili
- Mercurio Domina, Far Forward, Fast Forward - Mine
- Canecane, Illusion - Ustica

### Millor documental
- Crazy for Football, dirigida per Volfango De Biasi
- 60 - Ieri, oggi, domani, dirigida per Giorgio Treves
- Acqua e zucchero: Carlo Di Palma, i colori della vita, dirigida per Fariborz Kamkari
- Liberami, dirigida per Federica Di Giacomo
- Magic Island, dirigida per Marco Amenta

### Millor curtmetratge
- A casa mia, dirigida per Mario Piredda[4]
- Ego, dirigida per Lorenza Indovina
- Mostri, dirigida per Adriano Giotti
- Simposio suino in re minore, dirigida per Francesco Filippini
- Viola, Franca, dirigida per Marta Savina

### Millor pel·lícula de la Unió Europea
- I, Daniel Blake (I, Daniel Blake), dirigida per Ken Loach
- Florence Foster Jenkins, dirigida per Stephen Frears
- Julieta, dirigida per Pedro Almodóvar
- Sing Street, dirigida per John Carney
- Truman, dirigida per Cesc Gay[5]

### Millor pel·lícula estrangera
- Nocturnal Animals, dirigida per Tom Ford
- Captain Fantastic, dirigida per Matt Ross
- Lion, dirigida per Garth Davis
- Paterson, dirigida per Jim Jarmusch
- Sully, dirigida per Clint Eastwood

### Premi David Jove
- In guerra per amore, dirigida per Pierfrancesco Diliberto
- 7 minuti, dirigida per Michele Placido
- L'estate addosso, dirigida per Gabriele Muccino
- La pazza gioia, dirigida per Paolo Virzì
- Piuma, dirigida per Roan Johnson

### David especial
- Roberto Benigni, a la carrera

### 3 Future Award
- Il più grande sogno, dirigida per Michele Vannucci
- Fiore, dirigida per Claudio Giovannesi
- Indivisibili, dirigida per Edoardo De Angelis
- Mine, dirigida per Fabio Guaglione e Fabio Resinaro
- Veloce come il vento, dirigida per Matteo Rovere